# Escrime aux Jeux olympiques de 1900
Navigation
Athènes 1896 Saint-Louis 1904
Les épreuves d'escrime aux Jeux olympiques de 1900 se sont déroulées 14 mai au 1er juin à Paris.

## Épreuves
Les épreuves de fleuret et de sabre se déroulent dans la grande salle des fêtes de l’Exposition universelle (qui se trouvait alors à l'extrémité du Champ-de-Mars),.

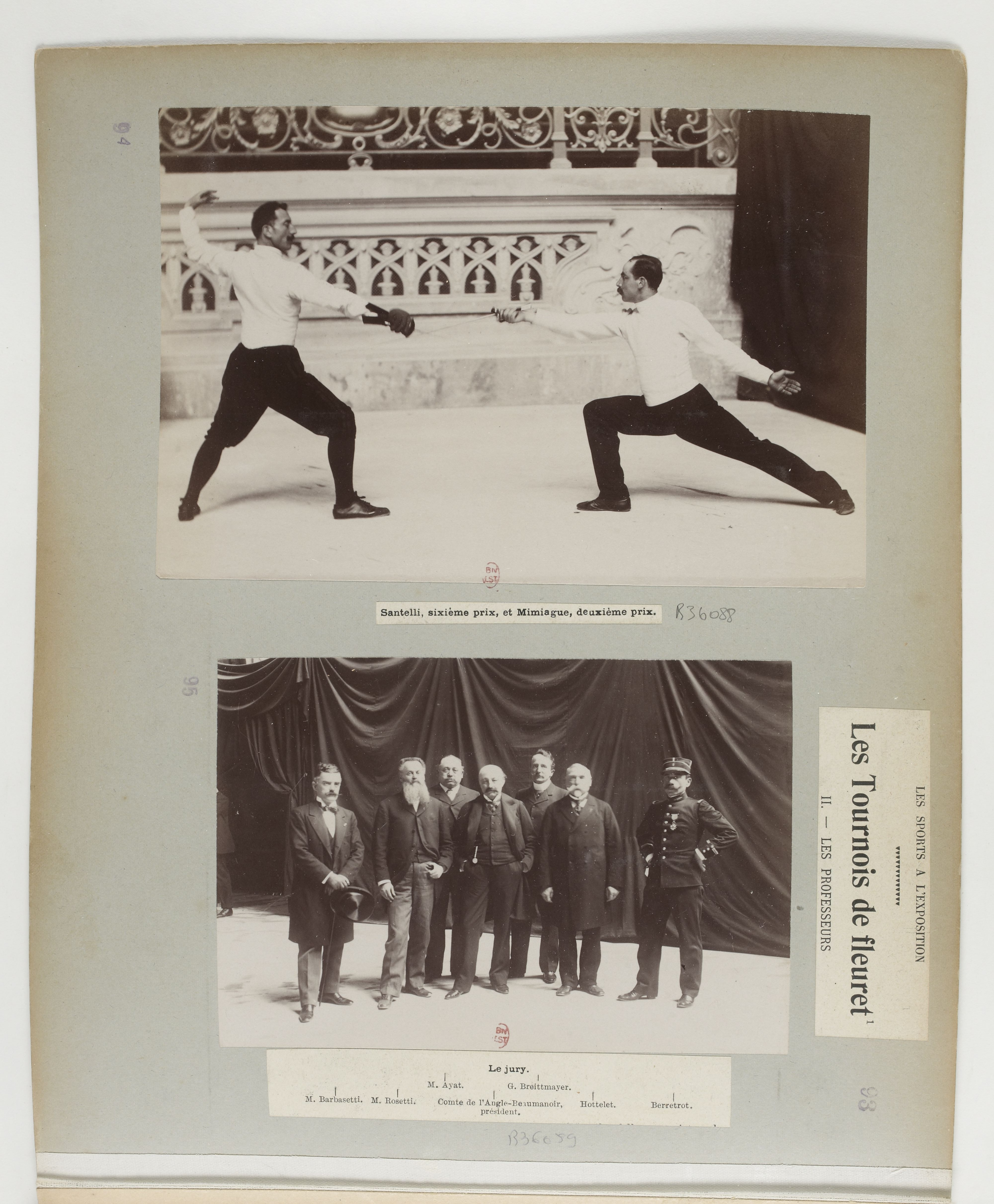
Fleurettistes et le jury
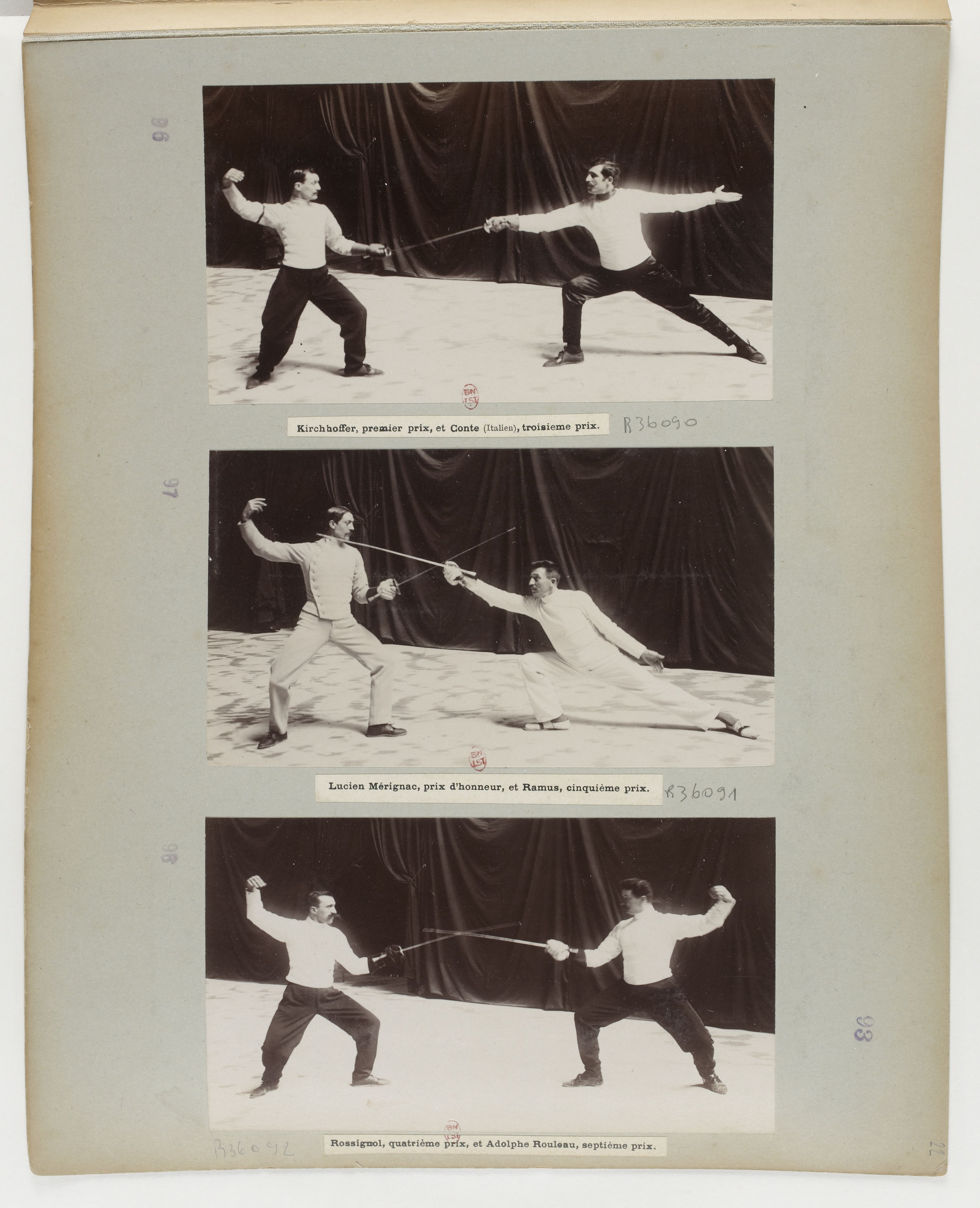
Fleurettistes (photos par Jules Beau)
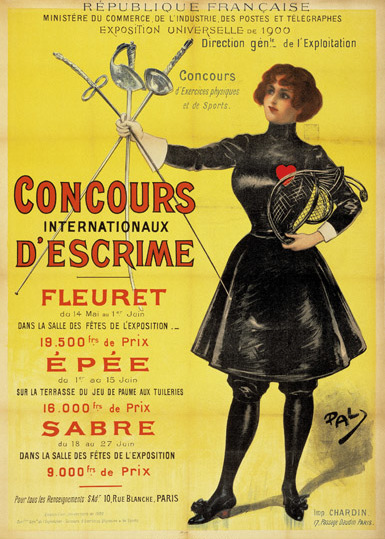
Affiche de l'époque

Celles d'épée se déroulent sur la terrasse du Jeu de Paume, au jardin des Tuileries.

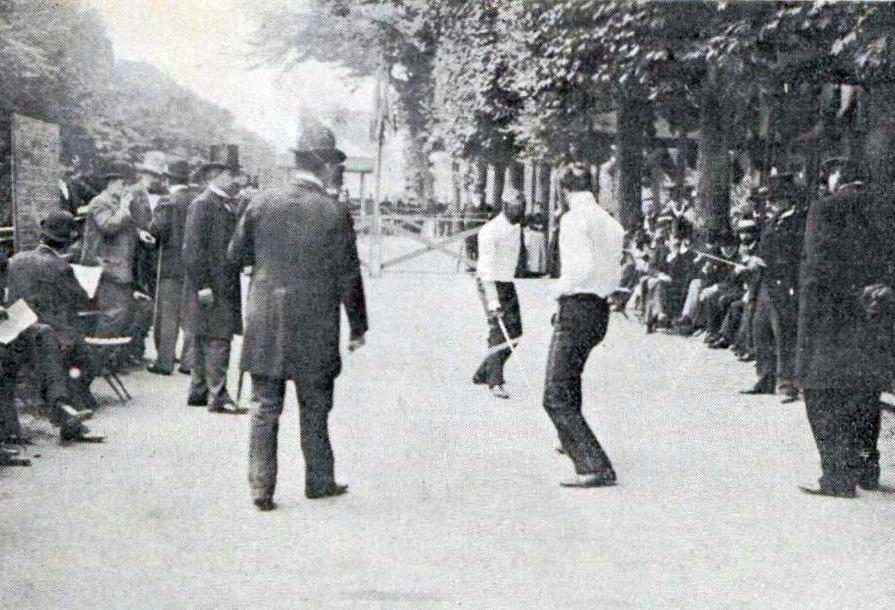
Le tournoi d'épée au jardin des Tuileries.
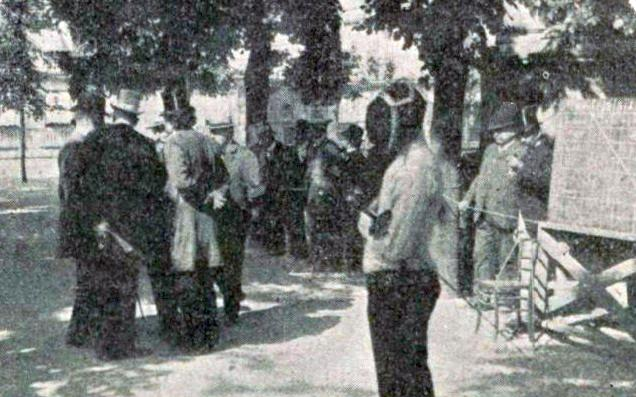
Jury en délibération lors du tournoi d'épée.

## Participants
260 hommes ont représenté 19 pays.
En 1900, l'Autriche faisait partie de l'Autriche-Hongrie, les résultats des compétiteurs autrichiens sont indiqués séparément.

## Podiums
| Épreuves                      | Or                           | Argent                      | Bronze                        |
| ----------------------------- | ---------------------------- | --------------------------- | ----------------------------- |
| Fleuret individuel            | Émile Coste France           | Henri Masson France         | Marcel Boulenger France       |
| Fleuret maître d'armes        | Lucien Mérignac France       | Alphonse Kirchhoffer France | Jean-Baptiste Mimiague France |
| Épée individuelle             | Ramón Fonst Cuba             | Louis Perrée France         | Léon Sée France               |
| Épée maître d'armes           | Albert Ayat France           | Gilbert Bougnol France      | Henri Laurent France          |
| Épée amateurs/maîtres d'armes | Albert Ayat France           | Ramón Fonst Cuba            | Léon Sée France               |
| Sabre individuel              | Georges de La Falaise France | Léon Thiébaut France        | Siegfried Flesch Autriche     |
| Sabre maître d'armes          | Antonio Conte Italie         | Italo Santelli Italie       | Milan Neralić Autriche        |

## Tableau des médailles
Les médailles d'or, d'argent et de bronze ont été attribuées rétroactivement par le Comité international olympique. En 1900, seuls les deux premiers de chaque épreuve recevaient une médaille en argent et en bronze.
| Rang  | Nation   | Or | Argent | Bronze | Total |
| ----- | -------- | -- | ------ | ------ | ----- |
| 1     | France   | 5  | 5      | 5      | 15    |
| 2     | Italie   | 1  | 1      | 0      | 2     |
| -     | Cuba     | 1  | 1      | 0      | 2     |
| 4     | Autriche | 0  | 0      | 2      | 2     |
| Total | Total    | 7  | 7      | 7      | 21    |